# Abropelta
Abropelta är ett släkte av svampar. Abropelta ingår i divisionen sporsäcksvampar och riket svampar.